# Theodoor Cleysters
Theodoor Cleysters is een Franse stripreeks die begonnen is in mei 1987 met Frank Le Gall als schrijver en tekenaar.

## Albums
Alle albums zijn uitgegeven door Dupuis.
| Nummer | Titel                        | Schrijver(s)                        | Tekenaar(s)                |
| ------ | ---------------------------- | ----------------------------------- | -------------------------- |
| 1      | Kapitein Steene              | Frank Le Gall                       | Frank Le Gall              |
| 2      | De archipelvreter            | Frank Le Gall                       | Frank Le Gall              |
| 3      | Marie Rechtdoorzee           | Frank Le Gall, Yannick Le Pennetier | Frank Le Gall              |
| 4      | Geheimen                     | Frank Le Gall                       | Frank Le Gall              |
| 5      | De schat van de blanke Radja | Frank Le Gall, Denis Lapière        | Frank Le Gall, Magda Seron |
| 6      | Een passagier wordt vermist  | Frank Le Gall, Denis Lapière        | Frank Le Gall, Magda Seron |
| 7      | Rozendal                     | Frank Le Gall                       | Frank Le Gall              |
| 8      | Een huis op een eiland       | Frank Le Gall                       | Frank Le Gall              |
| 9      | Het audiëntieterras-1        | Frank Le Gall                       | Frank Le Gall              |
| 10     | Het audiëntieterras-2        | Frank Le Gall                       | Frank Le Gall              |
| 11     | November, het hele jaar lang | Frank Le Gall                       | Frank Le Gall              |
| 12     | Jaloezieën                   | Frank Le Gall                       | Frank Le Gall              |
| 13     | De laatste reis van de Amok  | Frank Le Gall                       | Frank Le Gall              |
| 14     | Aro Satoe                    | Frank Le Gall                       | Frank Le Gall              |